# Neviot
Neviot Nature of Galilee Ltd. (hebr. נביעות – טבע הגליל בע"מ; TASE: Neviot) – spółka publiczna z siedzibą w Kirjat Szemona w Izraelu. Przedsiębiorstwo działa w branży przemysłu spożywczego, produkując wodę mineralną Neviot. Spółka akcyjna notowana na Giełdzie Papierów Wartościowych w Tel Awiwie.

## Historia
Firma Neviot została założona w 1989 roku. Od tej pory jest wiodącym producentem i dystrybutorem wody mineralnej w Izraelu. Wodę czerpie ze źródeł strumienia Ha-Zachav na północ od miasta Kirjat Szemona. Woda jest deszczówką, która przez około trzy lata przenikała przez skały wapienne. Po dotarciu do warstwy nieprzepuszczających wodę skał, wypływa na powierzchnię w ilości około 4 mln m³ rocznie. Część wody jest kierowana do strumienia Ha-Zachav, który następnie płynie na południe, tworząc malowniczy Złoty Park. Natomiast pozostała część wody przeznaczona do produkcji wody mineralnej, jest kierowana podziemnym rurociągiem do fabryki. Pracownicy początkowo pracowali na czterech automatycznych liniach, które napełniały butelki wodą. Firma produkuje szeroki asortyment butelek, o różnej wielkości i stylu.
W 2000 roku przedsiębiorstwo Central Bottling Company (CBC) zakupiło 43% akcji Neviot. W 2004 roku zwiększyło udziały, nabywając 86% prywatnych akcji. Wiązało się to ze zmianą logo firmy, a w następnych latach przyniosło inwestycje poszerzające asortyment produktów. W 2006 roku uruchomiono linię produkcyjną wody mineralnej z dodatkiem witamin i smaków owocowych (brzoskwinia, jabłko, limonka, grejpfrut, winogron i gruszka) – Neviot+ i Neviot+ Energy. W maju 2011 roku rozpoczęto pobieranie wody z nowego odwiertu w Górach Naftali. Woda mineralna Neviot posiada w swoim składzie znaczne ilości wapnia i sodu, oraz małe ilości naturalnego fluoru. Obecnie fabryka posiada sześć automatycznych linii napełniania butelek.